# Friedrich Schleicher
Henrich Friedrich Lorenz Schleicher (* 20. März 1796 in Korbach; † 24. September 1839 ebenda) war ein deutscher Verwalter, Amtsschreiber, Bürgermeister und Politiker.

## Leben
Schleicher war der Sohn des Maurermeisters (im Jahr 1814 wurde er auch als von Hanxleden’scher Verwalters genannt) Johannes Schleicher (* 27. Februar 1774 in Kippelbach (Rhön); begraben am 8. August 1814 in Korbach (laut Kirchenbuch Korbach-Neustadt (St. Nikolai) durch „die Unvorsichtigkeit eines anderen erschossen“)) und dessen Ehefrau Catharina Friederike Böhne (* 24. April 1766 in Korbach; † 11. Januar 1834 ebenda), die Tochter des Schneidermeisters Johann Wilhelm Böhne. Er war evangelisch und heiratete am 7. Dezember 1817 in Korbach Christiane Wilhelmine Henriette Curtze (* 18. Januar 1792 in Korbach) die Tochter des Hutfabrikanten Johann Henrich Christian Curtze und der Dorothea Louisa Höltzlein. Wilhelm Schleicher war ein Bruder.
Schleicher besuchte von 1803 bis 1810 das Landesgymnasium in Korbach und wurde 1816 Bürger von Korbach. (1816) war er von Hanxleden’scher Verwalter und 1819 wurde er als Eigentümer des Hauses Klosterstraße 14 in Korbach genannt. 1829 war er Amtsschreiber und ab dem 7. Januar 1830 Brandkassenerheber im Oberamt des Eisenbergs. Zwischen 1832 und 1839 amtierte er als Bürgermeister der Stadt Korbach. Als solcher war er von 1832 bis zum 24. September 1839 Mitglied des Landstandes des Fürstentums Waldeck.
Im Jahr 1833 ließ er das Haus Berndorfer Straße (Prof.-Bier-Straße) 16 (Waldecker Hof) in Korbach errichten. (1839) war er Königlich Preußischer und Fürstlich Waldeckischer Steuerrendant. Am 26. Juni 1839 wurde er von der Regierung zur Bereinigung von Rückständen bei der Brandkassenabrechnung aufgefordert. Wenig später wurde er wegen Unregelmäßigkeiten als Brandkassenerheber entlassen. Nachdem Schulden von 1.066 Reichstalern als korrekt erkannt wurden und sein zum Pfand eingeschriebenes Wohnhaus verkauft werden sollte beging er Selbstmord. Die Summe der gegen seine Hinterbliebenen erhobenen Forderungen betrug 11.000 Reichstaler.